# Endless Chain Ridge
Die Endless Chain Ridge ist eine 16 km lange, bis zu 2867 m hohe Bergkette der Kanadischen Rocky Mountains im Jasper National Park in der kanadischen Provinz Alberta. Die Kette bildet das südliche Ende der Maligne Range. Sie verläuft östlich der Mündung des Sunwapta River in den Athabasca River. Vom Icefields Parkway aus sieht die Kette eher wenig eindrucksvoll aus, aber von der Ostseite her erscheint sie als zerklüftete Kette von Gipfeln, die allesamt schwierig zu ersteigen sind.

## Geschichte

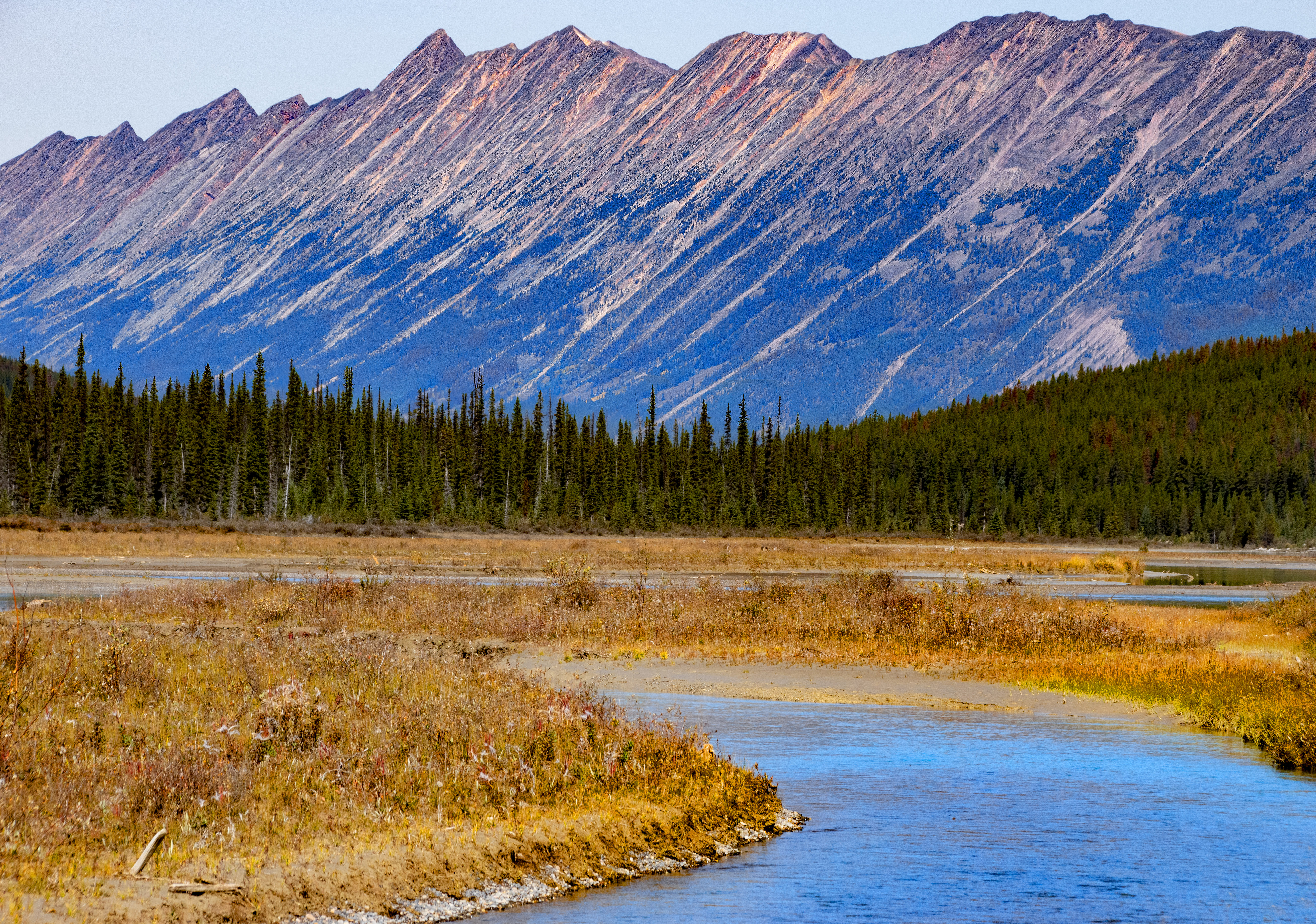
Endless Chain Ridge

Die Kette wurde 1907 durch Mary Schäffer benannt, im selben Jahr, in dem der Jasper National Park gegründet wurde. In ihrem Buch „A Hunter of Peace“ schrieb sie:

„A short distance beyond the rock-slide and on the Sunwapta river's right, begins a low, rocky ridge, which for length and unadulterated ugliness cannot be beaten. We trailed it for a day and a half and then named it The Endless Chain, well named too, for on reaching the Athabasca shores, we found that it still stretched on in an unbroken line for miles down the river. [Kurz hinter dem Felssturz und zur Rechten des Sunwapta River beginnt ein niedriger, felsiger Grat, welcher in seiner Länge und unverfälschten Hässlichkeit unübertroffen ist. Wir folgten ihm einen und einen halben Tag und gaben ihm schließlich den Namen The Endless Chain {Die endlose Kette}, sicher zu recht, denn als wir den Athabasca erreichten, fanden wir ihre meilenweite Fortsetzung als ungebrochene Linie den Fluss abwärts.]“

Der Toponym wurde offiziell 1947 durch das Geographical Names Board of Canada angenommen.

## Klima
In Bezug auf die Klimaklassifikation nach Köppen und Geiger liegt die Endless Chain Ridge in einem Dauerfrostklima mit kalten, schneereichen Wintern und milden Sommern. Die Temperaturen können im Winter unter −20 °C fallen, unter Berücksichtigung von Windchill-Einfluss unter −30 °C. Die Niederschläge fließen an der Westseite in den Sunwapta River, an der Ostseite in den Maligne River, beides Nebenflüsse des Athabasca River.

## Geologie
Die Endless Chain Ridge besteht aus Sedimentgesteinen, die vom Präkambrium bis zum Jura abgelagert und im Zuge der Laramischen Gebirgsbildung ostwärts über jüngeres Gestein geschoben wurden.
| Mount Kerkeslin                   | Maligne River           | Mount Unwin            |
| Athabasca River Icefields Parkway |                         | Queen Elizabeth Ranges |
| Mount Christie Sunwapta River     | Winston Churchill Range | Sunwapta Peak          |

## Galerie

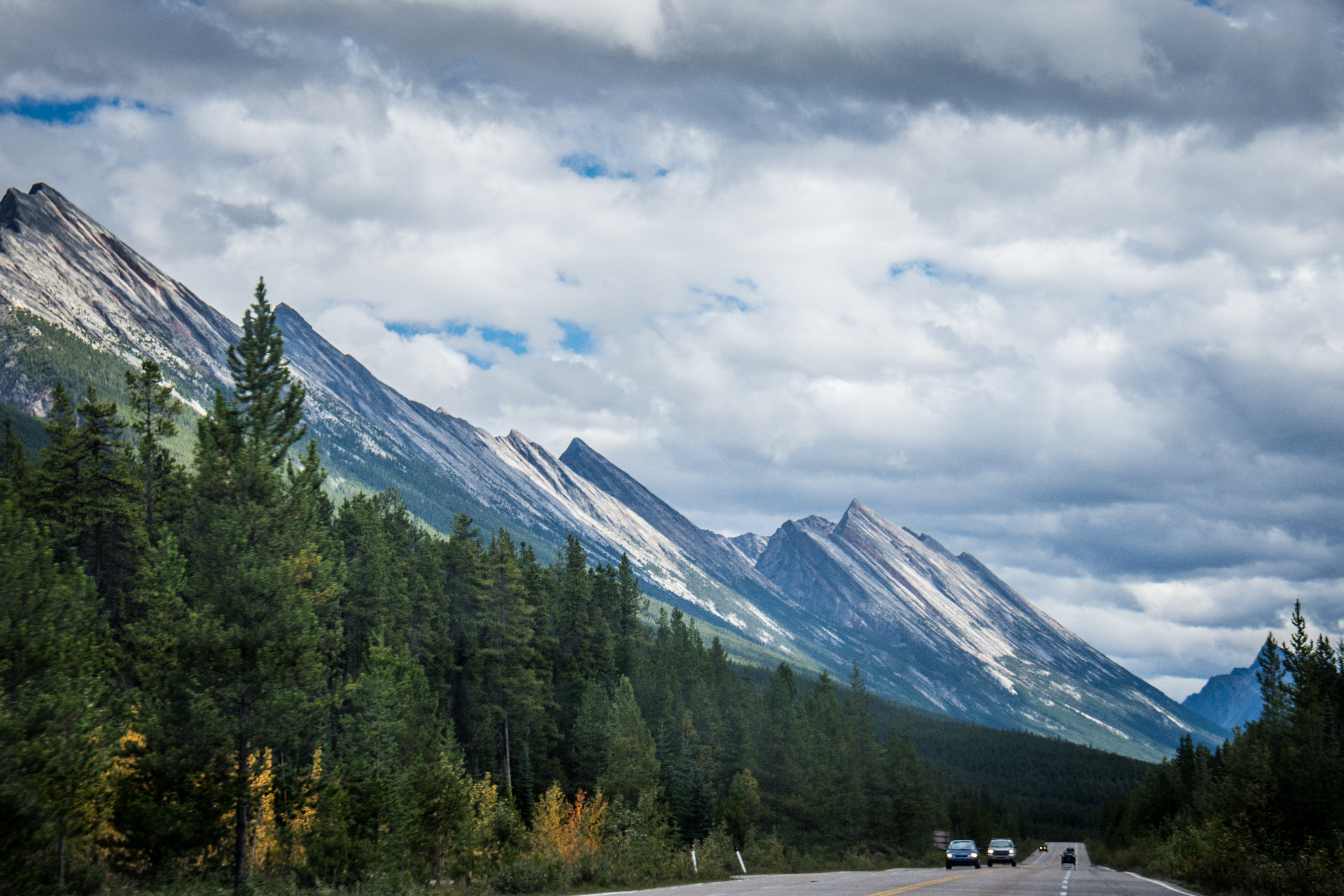
Die Endless Chain Ridge vom südwärts verlaufenden Highway 93 aus gesehen